# Abbey Brooks
Abbey Brooks (Detroit, Míchigan; 17 de febrero de 1983) es una actriz pornográfica estadounidense. Las escenas lésbicas son sus preferidas; sin embargo, el éxito lo consiguió gracias a sus grandes senos en escenas de masturbación con los pechos.
Trabaja para las compañías Bang Bros, Reality Kings y Brazzers, entre otras. Se ha presentado en numerosas exposiciones eróticas.

## Premios
- 2008 Premios AVN: nominada.
- 2014 XBiz Awards: nominada - Mejor Escena de Sexo – All-Girl for Hot and Mean 9 (2013).[4]